# Conopeum seurati
Conopeum seurati är en mossdjursart som först beskrevs av Canu 1928. Enligt Catalogue of Life ingår Conopeum seurati i släktet Conopeum och familjen Membraniporidae, men enligt Dyntaxa är tillhörigheten istället släktet Conopeum och familjen Electridae. Arten är reproducerande i Sverige. Inga underarter finns listade i Catalogue of Life.